# Operazione Lüttich
Operazione Lüttich (denominata anche battaglia di Mortain) fu il nome in codice dato all'unica grande controffensiva tedesca con obiettivi strategici condotta dopo lo sbarco alleato durante la battaglia di Normandia. Gli scontri ebbero luogo principalmente intorno alla città francese di Mortain tra il 7 e il 13 agosto del 1944 e si conclusero con il fallimento dell'attacco tedesco condotto da alcune Panzer-Division, da cui Adolf Hitler si aspettava invece risultati decisivi e una svolta operativa sull'Invasionfront a favore della Wehrmacht.
Il fallimento di questa disperata controffensiva comportò un grave peggioramento della situazione strategica generale del Gruppo d'armate B del feldmaresciallo Günther von Kluge, ormai vicino ad un crollo totale di fronte alla schiacciante superiorità aeroterrestre degli Alleati. La successiva battaglia della sacca di Falaise concluse la campagna di Normandia con la vittoria completa alleata.
Il nome dell'operazione (Lüttich in tedesco è il nome della città di Liegi) fu scelto per creare un collegamento ideale con la battaglia di Liegi, combattuta e vinta dai tedeschi agli inizi di agosto del 1914 sul fronte occidentale della prima guerra mondiale.

## Situazione strategica in Normandia
Dopo quasi due mesi di combattimenti logoranti e privi di risultati decisivi nella ristretta testa di ponte alleata in Normandia, il 31 luglio 1944 l'operazione Cobra, sferrata a partire dal 25 luglio dalle forze statunitensi della 1ª Armata del generale Omar Bradley, aveva finalmente sfondato il fronte tedesco della 7. Armee del generale Paul Hausser e permesso l'entrata in campo delle potenti e mobilissime divisioni meccanizzate americane. Il fianco sinistro dello schieramento tedesco era praticamente crollato e, a causa anche di alcuni errori tattici del comando tedesco, il 1º agosto le colonne corazzate americane raggiunsero e superarono con successo la stretta di Avranches e proseguirono subito audacemente sia verso sud che verso sud-est e anche verso ovest in direzione della Bretagna. Attraverso il varco di Avranches l'alto comando alleato non esitò a far avanzare l'intera nuova 3ª Armata del generale George Patton con quattro corpi d'armata e cinque divisioni corazzate, senza preoccuparsi di eventuali minacce tedesche sui fianchi del ristretto settore di sfondamento.

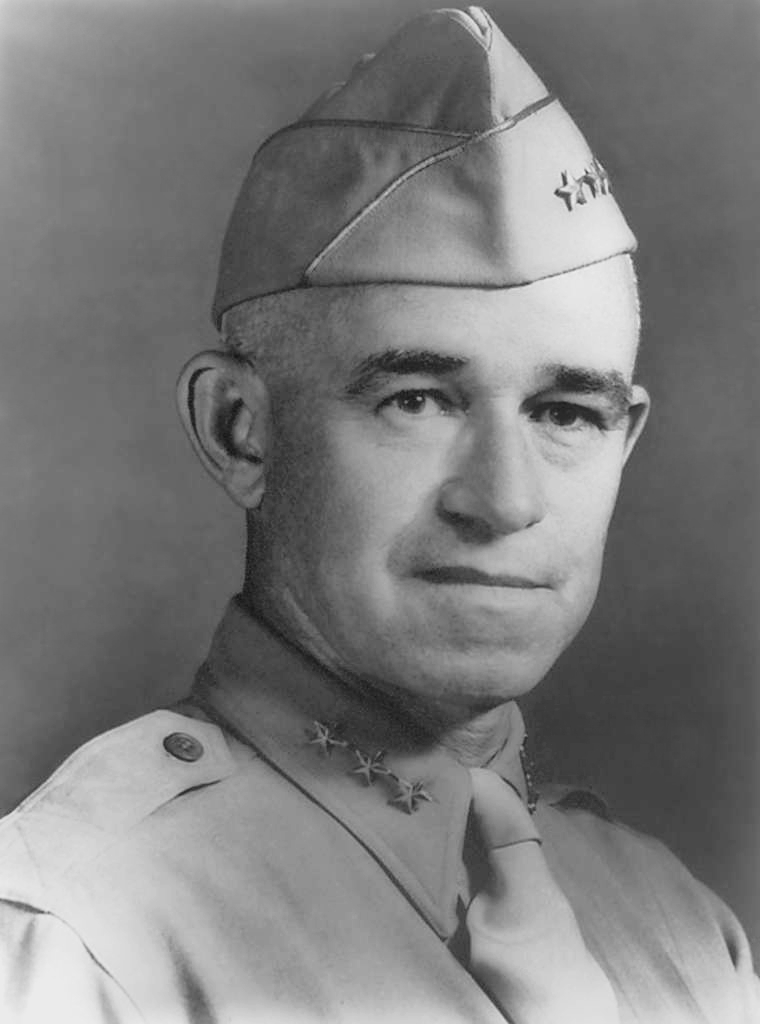
Il generale Omar Bradley, comandante del XII Gruppo d'armate statunitense

Dopo lo straordinario successo dell'operazione Cobra, a partire dal 1º agosto 1944 l'alto comando alleato aveva completamente riorganizzato la struttura delle sue sempre crescenti forze impiegate in Normandia, creando due gruppi d'armate separati: il vecchio XXI Gruppo d'armate, sempre al comando del maresciallo Bernard Montgomery, avrebbe mantenuto il comando della 2ª Armata britannica e della 1ª Armata canadese, mentre le potenti formazioni statunitensi sarebbero state raggruppate in un nuovo XII Gruppo d'armate al comando del generale Bradley, che avrebbe passato la guida della 1ª Armata al generale Courtney Hodges. Il XII Gruppo d'armate avrebbe preso il controllo della 1ª Armata e della 3ª Armata del generale Patton, che stava dilagando dal varco di Avranches quasi senza trovare opposizione.
In realtà alla fine di luglio 1944 era all'attacco l'intero fronte alleato in Normandia, ma l'esercito tedesco sul Fronte occidentale sembrava ancora in grado di mantenere le posizioni contro le armate britanniche e canadesi che cercavano di avanzare nel settore centro-orientale della testa di ponte; solo l'estremo fianco sinistro, difeso dall'ooLXXXIV Corpo d'armata tedesco, aveva ceduto durante l'operazione Cobra, lasciando scoperto il varco di Avranches, ma le truppe tedesche rimaste isolate a causa dell'avanzata americana erano riuscite a sfuggire dopo violenti combattimenti e avevano preso posizione sul fianco orientale del cuneo dello sfondamento alleato. Il varco di Avranches, dove erano passate le colonne motorizzate del generale Patton che stavano dilagando in Bretagna e verso la valle della Loira, rimaneva estremamente ristretto e misurava appena una decina di chilometri di ampiezza. Negli altri settori del Invasionfront gli Alleati erano all'attacco, ma con modesti risultati e pesanti perdite: nel settore della 1ª Armata canadese si combatteva ancora alla periferia meridionale di Caen, aspramente difesa dalla 12. SS-Panzer-Division "Hitlerjugend", e i canadesi stavano organizzando una nuova grande offensiva per cercare di sfondare; nel settore britannico, dopo il fallimento dell'operazione Goodwood, era in corso dal 30 luglio l'operazione Bluecoat, ma i tedeschi avevano fatto intervenire le due Panzerdivision del II SS-Panzerkorps del generale Wilhelm Bittrich e gli alleati erano stati duramente respinti sia nel settore di Villers-Bocage che in quello di Vire; infine gli americani della 1ª Armata per il momento erano fermi tra Torigni-sur-Vire e Villedieu-les-Poêles.

Il feldmaresciallo Günther von Kluge, comandante supremo tedesco sul Fronte occidentale

Il feldmaresciallo Günther von Kluge dal mese di giugno aveva sostituito il feldmaresciallo Gerd von Rundstedt nel ruolo di Comandante Supremo della Wehrmacht sul Fronte occidentale (Oberbefehlshaber West) e dal 17 luglio 1944, dopo il ferimento del feldmaresciallo Erwin Rommel, aveva assunto anche il comando del Gruppo d'armate B, le forze tedesche che si scontravano direttamente con le truppe anglo-americane sbarcate in Normandia. Il feldmaresciallo von Kluge era un ufficiale esperto e capace, determinato e combattivo; arrivato in Normandia intenzionato a rafforzare la resistenza dei suoi soldati e fermare gli Alleati, aveva rapidamente compreso che il suo compito era molto difficile e che la superiorità degli Alleati era schiacciante. Il feldmaresciallo, tuttavia, continuò a mostrare il massimo impegno, disciplina e grande determinazione, anche per mantenere la fiducia di Adolf Hitler dopo i sospetti per il suo possibile coinvolgimento nella congiura del 20 luglio 1944.
Dopo avere appreso dello sfondamento di Avranches, il feldmaresciallo von Kluge aveva preso direttamente il controllo della situazione; si era recato a Le Mans, posto di comando della 7. Armee, e aveva dato in escandescenze di fronte al quadro della situazione tattica sul terreno; egli aveva quindi assunto il comando diretto anche dell'armata attaccata esautorando di fatto il generale Hausser e aveva dato ordini tassativi di continuare a difendere le posizioni e rallentare l'avanzata alleata. Il feldmaresciallo tuttavia giunse alla conclusione che la battaglia era ormai persa e richiese anche un colloquio a Hitler, a cui inviò il documento preparato dal feldmaresciallo Rommel prima del suo ferimento in cui tracciava un quadro fosco della situazione, per proporgli una grande ritirata strategica almeno fino alla Senna.
Hitler e l'OKW avevano compreso che lo sfondamento americano di Avranches aveva cambiato la situazione della battaglia nel Invasionfront; tuttavia il Führer non prese affatto in considerazione la possibilità di un immediato ripiegamento strategico fino alla Senna o addirittura fino alla linea Sigfrido con evacuazione di tutta la Francia; al contrario, durante la notte del 31 luglio Adolf Hitler espose in un lungo monologo con gli ufficiali più fedeli le sue nuove decisioni riguardo alla condotta strategica della battaglia in Normandia; egli, nonostante il crollo del fianco sinistro ad Avranches, riteneva che ci fossero ancora le condizioni per rovesciare la situazione e riprendere il controllo. Hitler, dopo aver evidenziato le conseguenze dell'attentato subito il 20 luglio che aveva esacerbato la sua sfiducia nei generali della Wehrmacht, affermò che non era più possibile "lasciare la condotta della battaglia" interamente al feldmaresciallo von Kluge e che egli personalmente avrebbe controllato l'esecuzione degli ordini. Il Führer in realtà comprendeva la necessità di prevedere in anticipo un vasto ripiegamento strategico e a questo scopo il generale Karl Kitzinger venne incaricato di incominciare a organizzare una posizione arretrata d'emergenza tra la Somme, la Marna e la Saône. Il feldmaresciallo von Kluge tuttavia non doveva essere messo al corrente di questi piani e avrebbe dovuto concentrarsi sulla battaglia nel "fronte dell'invasione", eseguendo disciplinatamente gli ordini dell'OKW.

## Il piano tedesco

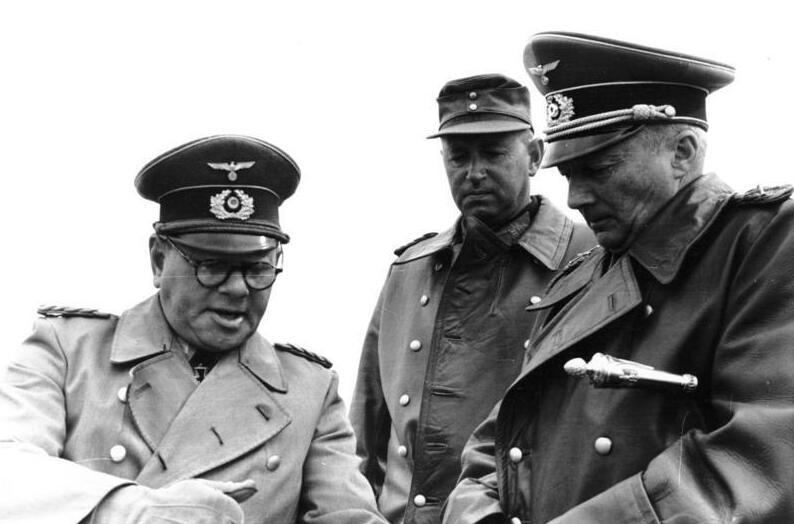
A destra, il feldmaresciallo Günther von Kluge, comandante in capo tedesco all'ovest.

Il 2 agosto Hitler ordinò al feldmaresciallo von Kluge di predisporre un immediato contrattacco tra Mortain e Avranches con l'impiego di tutte le Panzer-Division disponibili. Il generale Walter Warlimont, vice comandante dell'Ufficio operazioni dello Stato Maggiore generale tedesco (OKW), fu inviato al quartier generale di von Kluge per rinsaldarne la fiducia nella vittoria finale, per sollecitarlo a "guardare non indietro, ma avanti", e per comunicare che il Fuhrer si attendeva che l'attacco ristabilisse la situazione nella testa di ponte in Normandia e infliggesse gravi perdite al nemico.
Il feldmaresciallo von Kluge disse di non credere che un simile attacco potesse avere successo. Il feldmaresciallo era infatti convinto che fosse necessario un ampio ripiegamento a est, verso la Senna, ma il timore di attirare su di sé ancora più sospetti di tradimento lo portarono ad accettare l'idea di condurre un attacco al più presto.
Ancora il 4 agosto Hitler ordinò di procedere con il contrattacco: otto delle nove divisioni corazzate disponibili in Normandia avrebbero dovuto lanciarsi contro il fianco della testa di ponte alleata e la Luftwaffe avrebbe dovuto impiegare tutte le sue riserve per supportare l'azione. Dato il rapido deterioramento della situazione generale, von Kluge e Paul Hausser (comandante della VII Armata tedesca, che difendeva il fianco sinistro del fronte tedesco) si trovarono d'accordo nel programmare un attacco immediato, anche se le unità tedesche non erano ancora preparate a riprendere l'offensiva.
La scelta di Mortain come campo di battaglia per il contrattacco garantiva all'esercito tedesco diversi vantaggi tattici: il terreno accidentato era per lo più ancora poco familiare alle truppe americane, che avrebbero avuto difficoltà a organizzare un'adeguata difesa. Oltretutto le linee americane in quel settore erano ancora assai fragili: gran parte dell'artiglieria pesante non era ancora stata riposizionata a sud della testa di ponte, mentre i reparti di fanteria non avevano ancora avuto il tempo di posizionare ostacoli anticarro o mine a difesa delle loro posizioni. La rapida conquista di Mortain, inoltre, avrebbe garantito alle truppe della Wehrmacht la possibilità di sfruttare un ulteriore vantaggio tattico nel prosieguo della loro offensiva verso la costa; difatti Mortain è situata in prossimità di alture che dominano la strada verso Avranches, il cui controllo avrebbe di sicuro avvantaggiato le unità tedesche.
Il peso principale dell'attacco sarebbe stato sulle spalle del XLVII Panzer Korps, al comando del generale Hans Freiherr von Funck. Delle otto divisioni programmate da Hitler per l'attacco, solo quattro erano effettivamente utilizzabili in battaglia e di queste solo una era a ranghi completi. Le unità che avrebbero preso parte alla battaglia erano la 2. Panzer-Division, la 116. Panzer-Division, e due delle migliori divisioni corazzate delle Waffen-SS (la Das Reich e la Leibstandarte SS Adolf Hitler). A supporto delle unità corazzate avrebbero operato due divisioni di fanteria e cinque Kampfgruppe, formati da reduci della Panzer-Lehr-Division.
Von Kluge ordinò che l'attacco iniziasse nella notte tra il 6 e il 7 agosto. Per mantenere la sorpresa, il comandante tedesco ordinò che l'attacco iniziasse senza alcun lavoro preparatorio di artiglieria, così da non mettere in allarme le truppe americane nella zona di Mortain. L'obiettivo dichiarato era quello di sondare le posizioni della 30ª Divisione americana, comandata dal generale Leland S. Hobbs, per poi inserirsi in profondità attraverso le linee alleate, fino a raggiungere la costa. Questo colpo avrebbe spezzato in due la testa di ponte.
Nelle intenzioni tedesche l'effetto sorpresa avrebbe dovuto giocare una parte importantissima per la buona riuscita dell'attacco; tuttavia già il 4 agosto grazie alla decodifica di alcune trasmissioni tedesche, il generale Omar Bradley (Comandante del XII Gruppo d'armate alleato) venne a conoscenza dell'Operazione Lüttich, riuscendo in questo modo a richiedere in tempo il necessario supporto aereo.

## L'attacco
L'attacco tedesco si sarebbe dovuto sviluppare inizialmente con una manovra a tenaglia attorno alla città di Mortain, con le divisioni corazzate delle SS che avrebbero dovuto muovere da sud, mentre la 2. Panzer-Division e la 116. Panzer-Division avrebbero attaccato da nord. Il generale von Funck intendeva iniziare a muovere le sue forze corazzate durante la notte e sperava di percorrere buona parte della strada fino ad Avranches nell'oscurità e al riparo dai temuti attacchi aerei alleati. 

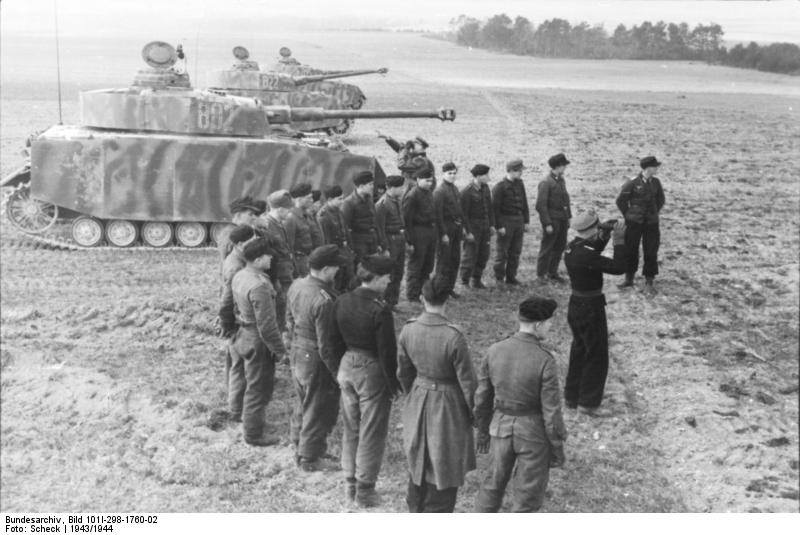
Panzertruppen della 2. Panzer-Division con carri Panzer IV.

Grazie alle intercettazioni delle comunicazioni nemiche (Ultra), gli Alleati conoscevano in anticipo le intenzioni della Wehrmacht; pertanto il comando americano riuscì a preparare in tempo delle difese, posizionando quattro divisioni lungo la direttrice principale dell'attacco tedesco: la 3ª Divisione corazzata, la 30ª e la 4ª Divisione di fanteria e, di supporto, la 2ª Divisione corazzata.
La 2. Panzer-Division iniziò a muovere divisa in due colonne alle ore 24.00 e inizialmente i reparti corazzati di destra avanzarono senza molte difficoltà; invece, a causa di un ingorgo sull'unica strada disponibile causato da un carro armato distrutto della 1. Panzer-Division SS, che costrinse i reparti corazzati ad effettuare una lunga deviazione su strade secondarie, la colonna di sinistra della 2. Panzer-Division perse molto tempo e riprese a muovere solo all'alba. Nel frattempo i reparti di destra, due battaglioni di panzer e un reggimento di panzergranatieri, continuavano ad avanzare con successo, le posizioni difensive americane vennero superate dopo rapidi combattimenti. La progressione dei carri tedeschi venne rallentata a Mesnil-Dove dalla presenza di un campo minato che causò perdite, esplose anche il carro comando del reggimento e rimase ucciso il comandante, colonnello Schneider-Kostalsky. Dopo queste difficoltà il kampfgruppe della 2. Panzer-Division riprese la marcia, Mesnil-Tôve venne conquistata e più tardi fu raggiunta e occupata anche Mesnil-Adelée; le avanguardie corazzate si trovavano a metà strada per Avranches.
Nonostante che il piano tedesco prevedesse un attacco combinato sulle due ali dello schieramento nelle prime ore del 7 agosto, le truppe collocate sul fianco destro del dispositivo di attacco tedesco furono costrette a rimandare le operazioni di qualche ora. A causare questa decisione fu un ritardo nello schieramento da parte della 116. Panzer-Division.
Sul fianco sinistro, invece, le unità corazzate delle SS non rimandarono l'attacco rispetto ai piani prestabiliti, ottenendo un limitato successo iniziale. Per sfruttare al meglio l'effetto sorpresa, le forze corazzate tedesche attaccarono senza un'adeguata preparazione di artiglieria, ma poterono approfittare della fitta nebbia mattutina che bloccava il supporto aereo alleato; in questo modo gli attaccanti riuscirono a sconfiggere le truppe della 30ª Divisione americana, occupando Mortain poco dopo la mezzanotte.
Nonostante questo successo iniziale, però, gli attaccanti non riuscirono a sfondare la linea difensiva riorganizzata dagli americani a est della città e ad occupare le cruciali alture attorno a Mortain: alcune unità della 30ª Divisione, infatti, riuscirono a prendere possesso di queste posizioni, occupando così una posizione tatticamente dominante sul campo di battaglia. Il battaglione cacciacarri della divisione americana inflisse gravi danni alla divisione Das Reich, che si vide distruggere ben 14 carri. La resistenza di queste truppe contro una delle migliori divisioni corazzate tedesche fu un'impresa assai preziosa per gli americani, che riuscirono così a contenere la spinta offensiva tedesca, ma ebbe un altissimo costo in termini di vite umane.
Qualche ora dopo l'inizio degli scontri nel settore meridionale del fronte, anche l'ala destra del dispositivo d'attacco tedesco si mosse. La 2. Panzer-Division iniziò infatti il suo attacco contro le linee alleate, con l'obiettivo di muovere verso sud-ovest e occupare Avranches. Nonostante un'iniziale penetrazione di diversi chilometri attraverso le posizioni americane, l'attacco della 2. Panzer-Division fu contrastato efficacemente dalla 35ª Divisione americana e fermato a pochi chilometri da Avranches.
Quando le nebbie del mattino si furono diradate, le forze aeree alleate poterono riprendere il volo a supporto delle operazioni difensive. In breve tempo, gli aerei americani e britannici conquistarono una schiacciante superiorità aerea, grazie alla quale iniziarono a colpire le unità corazzate tedesche impegnate in battaglia. Le divisioni tedesche subirono gravi perdite a causa delle sortite dell'aviazione alleata, riducendo così in modo significativo il loro potenziale offensivo.

## Il contrattacco statunitense

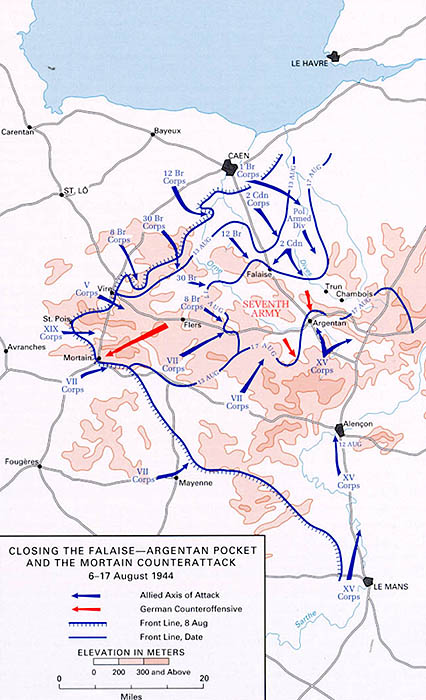
Gli Alleati e l'asse degli attacchi e contrattacchi dal 6 al 7 agosto 1944

Nonostante i tentativi tedeschi di tenere viva l'offensiva e di sconfiggere le sacche di resistenza, le truppe americane non solo riuscirono a contenere la spinta della Wehrmacht, ma proseguirono anche nella loro penetrazione verso sud. La rapida avanzata delle forze della III Armata americana di George Patton, infatti, non fu disturbata dall'offensiva tedesca, permettendo così alle forze alleate di liberare buona parte del territorio francese e di minacciare sempre di più le retrovie tedesche.
Mentre le forze di George Patton dilagavano verso sud, il VII Corpo d'armata statunitense iniziò un contrattacco sul fianco sinistro dei tedeschi, così da arrestarne la spinta offensiva e costringerli a posizionarsi su una linea difensiva. Il generale Bradley, comandante del XII Gruppo d'armate alleato, inviò alcuni reparti corazzati di supporto al VII Corpo d'armata, con il preciso scopo di sostenere l'attacco sul fianco sinistro del nemico.
Già l'8 agosto la 2ª Divisione corazzata americana riuscì a sfondare il fianco meridionale del fronte, potendo così attaccare le divisioni corazzate delle SS nelle retrovie. Nonostante Mortain fosse rimasta ancora in mano tedesca, era chiaro che l'offensiva tedesca ormai era fallita e che le truppe alleate avrebbero a breve avuto successo sulla resistenza nemica.

## La sconfitta tedesca
La situazione per i tedeschi era diventata drammatica: sul fianco destro del fronte le truppe canadesi avanzavano verso sud da Calais; su quello sinistro elementi della III Armata americana di George Patton iniziarono a convergere verso nord, minacciando i tedeschi di rimanere circondati. Il programmato sfondamento centrale, che avrebbe dovuto spezzare in due le forze alleate che si espandevano oltre l'iniziale testa di ponte, era sostanzialmente fallito.

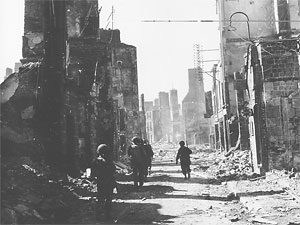
Truppe americane a Mortain.

Nonostante la drammaticità della situazione, però, Hitler ordinò ai suoi uomini di mantenere le posizioni e di riprendere il più presto possibile l'attacco nel settore di Mortain. A tale scopo, il 9 agosto il Führer ordinò la costituzione di un nuovo gruppo d'assalto (il Panzergruppe Eberbach), il cui comando fu affidato al generale Heinrich Eberbach. Per aumentare le potenzialità offensive di quest'unità, Hitler ordinò che la 9. Panzer-Division, che si opponeva all'avanzata di George Patton a sud, fosse trasferita sotto il comando di Eberbach, contribuendo a scoprire ulteriormente il settore meridionale del fronte.
Il Feldmaresciallo von Kluge, nel costante timore di apparire un traditore agli occhi di Hitler, non si oppose a questo piano. Anzi, diede disposizioni affinché l'attacco verso Avranches riprendesse l'11 agosto secondo le indicazioni del Führer, rifiutando così di autorizzare quell'ampio ripiegamento delle forze tedesche oltre la Dive richiesto da molti generali.
Il generale Eberbach era alquanto pessimista circa le possibilità di successo di questa nuova offensiva: le linee nemiche apparivano ancora forti e organizzate, mentre i carri armati di cui poteva ancora disporre per l'attacco erano solo 125. Oltretutto, per evitare l'azione dell'aviazione nemica, i tedeschi avrebbero dovuto sviluppare la loro azione per lo più in ore notturne, usufruendo perciò principalmente della luce della luna. Per tale motivo, Eberbach propose di rimandare l'attacco alla notte del 20 agosto, in cui era prevista la luna piena; Von Kluge però, dopo essersi consultato con Hitler, rifiutò questa proposta e confermò la data dell'attacco per l'11 agosto.
I dubbi di Eberbach furono presto giustificati dal susseguirsi degli eventi: già il 13 agosto i tedeschi sconfitti furono costretti a cessare qualsiasi azione nel settore di Mortain. L'aggravarsi della situazione complessiva del fronte rese impossibile alle truppe tedesche, ormai minacciate di essere circondate, mantenere le posizioni o addirittura prepararsi a una nuova offensiva, suggerendo un atteggiamento più prudente. La Wehrmacht, però, aveva già bruciato troppe importanti risorse e riserve nel corso di quest'offensiva, senza trarne alcun risultato significativo.

## Conclusioni

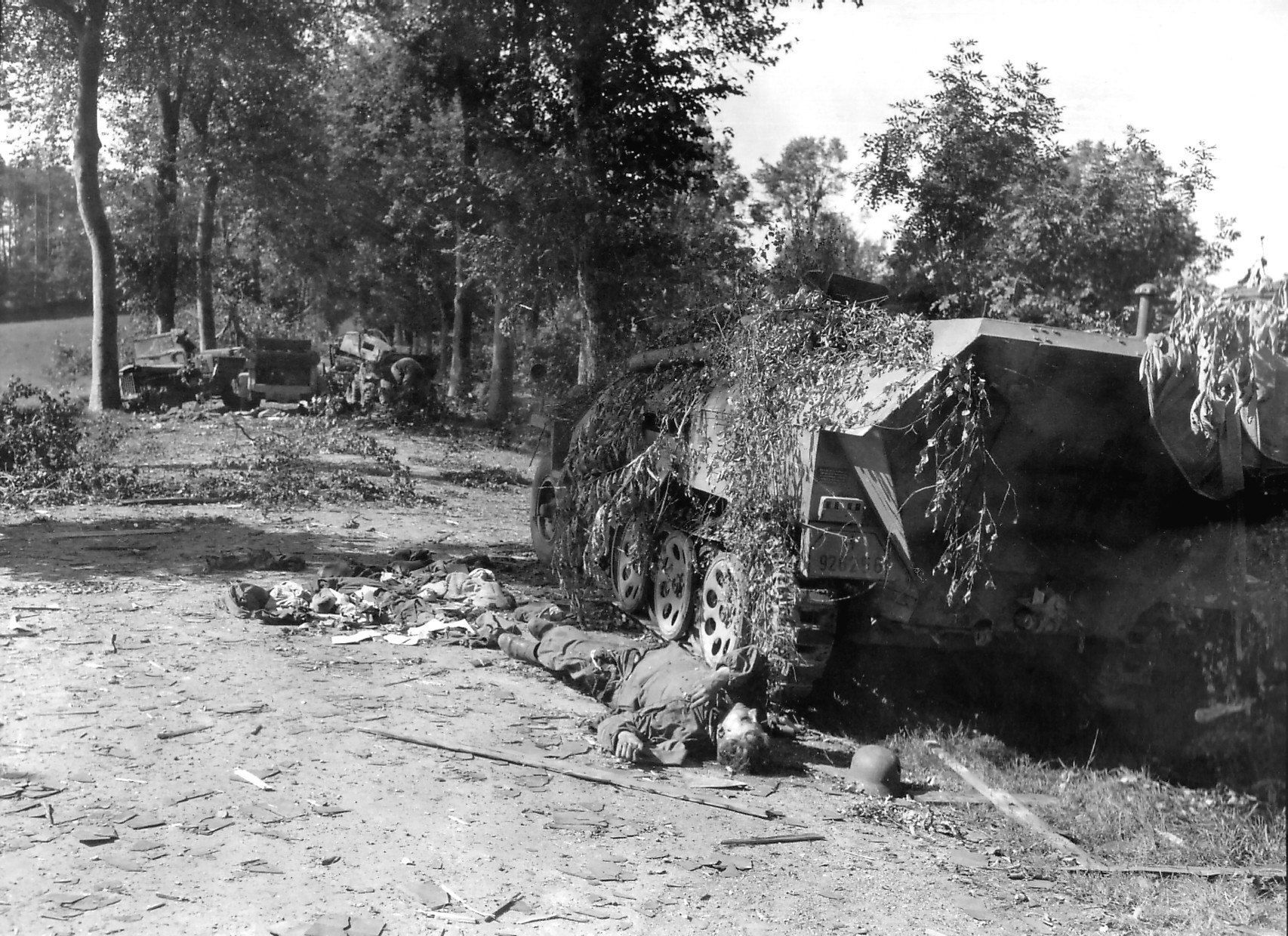
Carri tedeschi distrutti durante l'Operazione Lüttich

Le perdite in termini di vite umane durante l'operazione Lüttich furono molto alte da ambo le parti; tuttavia, alla fine della battaglia, furono i tedeschi a ritrovarsi nella condizione peggiore. La situazione per la Wehrmacht infatti era notevolmente peggiorata da un punto di vista strategico: la decisione di Hitler di ostinarsi a mantenere le posizioni contro la testa di ponte alleata in Normandia e di insistere in un contrattacco dalle scarse probabilità di successo aveva posto le armate tedesche a rischio di essere circondate.
Oltretutto i mezzi corazzati persi nel corso di questa fallimentare offensiva verso Avranches avevano sottratto alla Wehrmacht un notevole potenziale di fuoco, privandola così delle sue ultime riserve corazzate e consegnando l'iniziativa nelle mani degli Alleati.
La situazione in cui vennero a trovarsi le forze tedesche dopo il fallimento dell'operazione Lüttich rappresentò, quindi, l'ideale premessa per la successiva disfatta della Wehrmacht nella Sacca di Falaise. Difatti, mentre l'esercito tedesco si ostinava ad attaccare il fianco sinistro della testa di ponte, il resto delle unità alleate manovrava senza interruzioni da nord e da sud-ovest per circondare la VII Armata e la V Armata corazzata, che ancora cercavano di tenere le loro posizioni in Normandia.